# Turbotrain

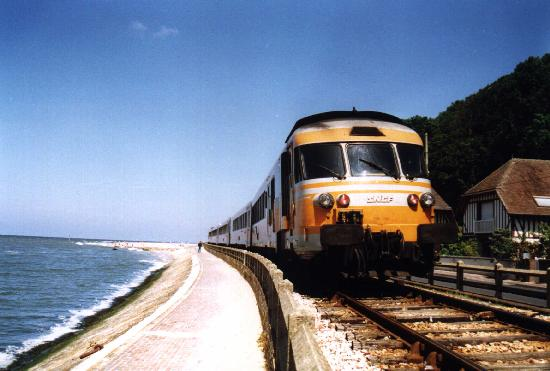
Turbotrain v Houlgate na trati Deauville - Dives-sur-Mer

Turbotrain byl prvním francouzským vysokorychlostním vlakem s pohonem spalovací turbínou.
Jeho vznik se datuje do roku 1967. Byl určen pro meziměstské spoje SNCF ve Francii. Postupně vznikly čtyři verze tohoto vlaku, poslední byly vyřazeny z provozu v roce 2005. Turbotrain se stal předchůdcem vysokorychlostních vlaků TGV.
- Le Experimental Turbotrain TGS. Zkoušky započaly 25. dubna 1967. TGS dosáhl 15. října 1971 rychlosti 252 km/h.
- První generace - ř. T 1000: Čtyřvozový vlak ETG (Elément à Turbine à Gaz) s kapacitou 188 sedadel byl poháněn jedním dieselovým motorem a jednou turbínou Turbomeca Turmo. Do provozu byl zařazen v roce 1971 na trase Paříž St. Lazare - Caen - Cherbourg.
- Druhá generace - ř. T 2000: Pětivozový vlak RTG (Rame à Turbine à Gaz) s hydraulickým převodem nabízel 280 míst k sezení. Celkem 41 souprav tohoto typu bylo vyrobeno v letech 1972 - 1976. Vlak byl vybaven dvěma 820 kW turbínami a dosahoval rychlosti 160 km/h. RTG zahájil provoz v roce 1973 na trasách Strasbourg-Lyon a Lyon-Nantes, dále pak byl od roku 1975 nasazován na trasách Paris-Caen-Cherbourg a Paris-Deauville-Dives-Cabourg.
- Experimental Turbotrain TGV 001.

Elektrifikace trati Paříž St. Lazare - Caen - Cherbourg v roce 1996 vedla k přesunutí Turbotrainů na trasu Lyon-Bordeaux, kde sloužily až do svého vyřazení v roce 2005. Turbotrainy byly u cestujících velmi oblíbené a jejich náhrada soupravami osobních vozů Corail vyvolala záporné reakce veřejnosti.
Jedna jednotka RTG je uchována v provozuschopném stavu v Národním železničním muzeu v Mulhouse.